# 流离圣誓
流离圣誓：帝国与流放者编年史（英語：Oath: Chronicles of Empire and Exile）是一款2021年的桌上游戏，具有不对称和Legacy元素，由Leder Games 发行。在游戏中，“大臣”与“流放者”们竞争王国的掌控权，每场游戏的过程都会影响的未来游戏。发行后获得了良好的评价，游戏的扩展正在开发中。 中文版由戏梦桌游代理。

## 规则
在流离圣誓中，1-6名玩家在不对称游戏中竞争，扮演试图统治幻想世界的个人角色。在游戏开始时，一名“大臣”玩家，掌控八个地点。这些地点分为三个区域：发源地、行省、边疆。其他玩家扮演“流放者”，一些人最终可以成为“公民”。 每个人都有相同的主要行动；可以搜查牌库、集结军队、交易恩惠和秘密（游戏中的两种主要货币）、找回圣物、进行作战以及移动。玩家可以通过在游戏过程中得到的居民卡片，获得独特的力量。1-2人游玩时，可以使用一个自动版本的大臣NPC。
胜利可以通过多种方式获得。 大臣如果实现了守誓者目标（主要目标），则可以从第5回合开始每回合通过掷骰子来争取获胜。如果流放者完成主要目标，则可以篡夺大臣的位置。流放者也可以得到愿景卡作为额外的胜利条件。如果大臣满足了目标，但公民满足了某些条件，则该公民可能会获胜。通常，无法获胜的玩家会被迫拥立某位玩家获胜，这通常是通过非正式谈判和元博弈来决定的。

## 开发
Cole Wehrle 在制作流离圣誓时寻求将叙事价值放在首位，并删除任何预先确定的剧情，以便可以更改游戏的每个元素。  Cole Wehrle小时候玩《Squad Leader》等Avalon Hill公司的桌游、还有《HeroQuest》和《Chancellorsville》等游戏的经历 ，让他想要设计一款“回味无穷”的桌游。他希望每盒游戏都记录一段有形的历史，同时不需要玩家像很多Legacy游戏一样破坏游戏部件。 流离圣誓的其他灵感来源包括桌上游戏《Imperium》、 《Barbarian, Kingdom and Empire》和角色扮演游戏《Blood Royale》。

## 众筹
2020年1月发起了Kickstarter众筹，单笔支持 90 美元。 支持者会收到一本记录他们的游戏的日记本，以及金属硬币和树脂秘密代币，这些代币在游戏全面发行后会单独发售。 它很快就达到了 50,000美元的筹资目标。 

## 评价
流离圣誓获得了普遍正面的评价。 Dicebreaker认为它有很多“深思熟虑的小细节”和“令人回味的世界观、深刻的战略”。 Tabletop Gaming将Ferrin 的美术与电影《黑水晶》比较，称其“令人回味且富有特色”。 Polygon说它“在复杂策略游戏的外衣之下是一款精心设计的角色扮演游戏”，后来又称赞该游戏的氯丁橡胶板面。 2021年， Gamereactor称赞了它的设计与质量，但也提到了学习的困难和目标小众。 IGN将该游戏列为2022年最佳策略桌游之一。

## 奖项
- 2021年BoardGameGeek“金极客奖”：“最具创新桌游”[14]
- 2021年“桌面游戏奖”：“2021 年最佳棋盘游戏” [15]
- 2021年Dice Tower：“小型发行商的最佳游戏”提名[16]
- 2022年西南偏南游戏奖：“年度桌上游戏”提名[17]
- 2022年American Tabletop Awards：“复杂游戏”奖提名[18]